# یواس‌اس هامر (ای‌ام‌اس-۲۰)
یواس‌اس هامر (ای‌ام‌اس-۲۰) (به انگلیسی: USS Hummer (AMS-20)) یک کشتی بود که طول آن ۱۳۶ فوت (۴۱ متر) بود. این کشتی در سال ۱۹۴۳ ساخته شد.